# Rondellplatz

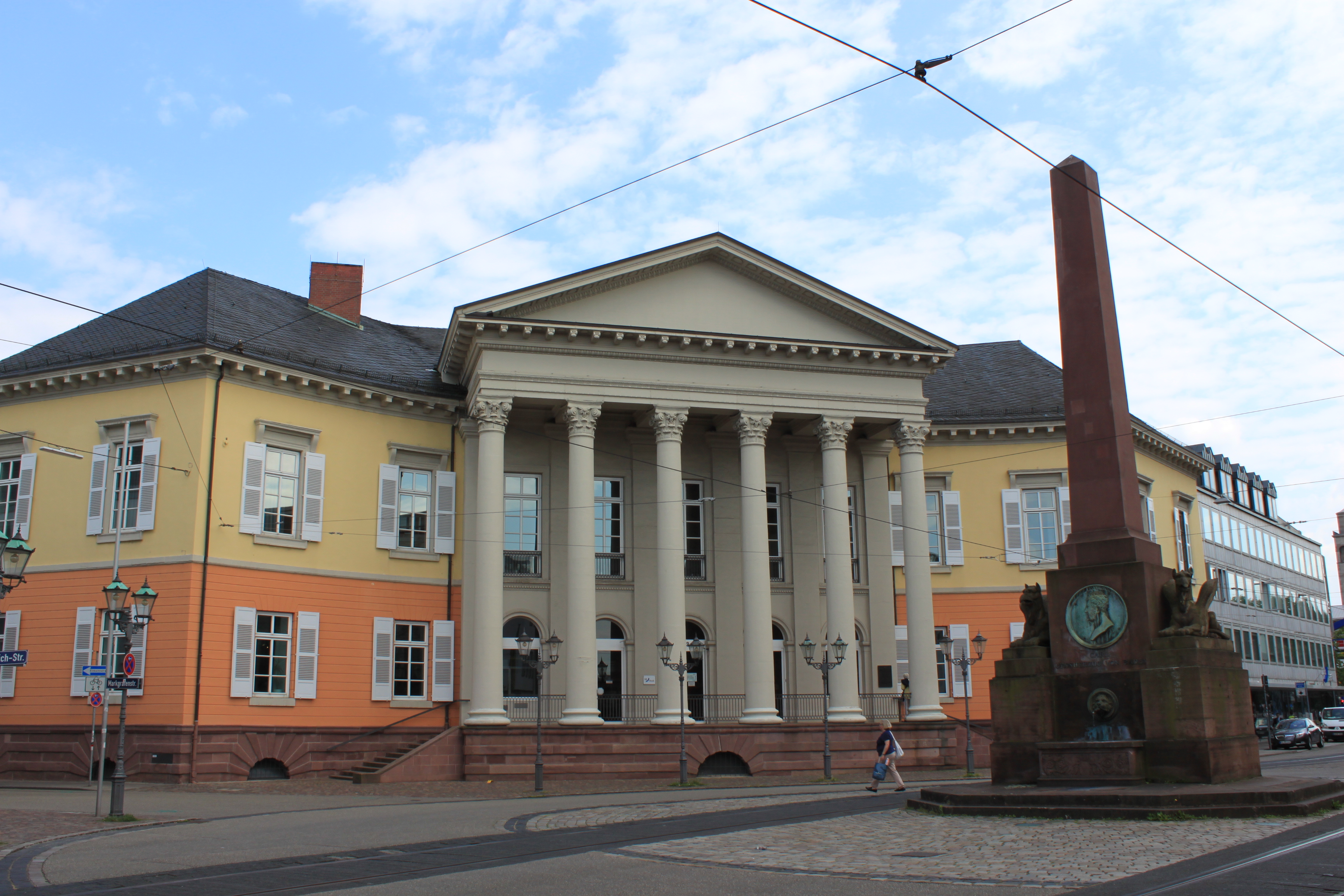
Le palais du Margrave et la colonne de la Constitution.

La Rondellplatz (rond-point) est une place du centre-ville de Karlsruhe en Allemagne. Elle se trouve au croisement de la Karl-Friedrich-Straße avec l'Erbprinzenstraße et la Markgrafenstraße et fait partie de la Via Triomphalis qui va du sud vers la Ettlinger-Tor-Platz, la Rondellplatz, la Marktplatz et la Schloßplatz par l'axe principal du château de Karlsruhe.

## Histoire et description

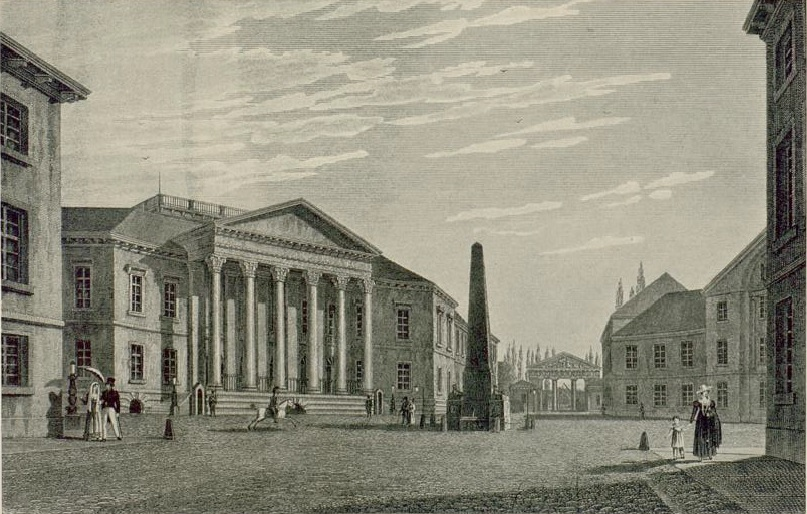
Gravure vers 1830.

On trouve au milieu de la place le monument du grand-duc Charles, appelé aussi la colonne de la Constitution, qui se présente sous la forme d'un obélisque avec une petite fontaine au sud et au nord. Autour de la place, il y a entre autres le Markgräfliches Palais (palais du Margrave), une des entrées du centre commercial « Ettlinger Tor » et la chambre de commerce.
La Rondellplatz apparaît pour la première fois dans un plan en 1768. On construit des immeubles autour de 1800 à 1809 : en 1803 le palais du Margrave, commandé par le grand-duc pour sa famille à l'architecte Friedrich Weinbrenner. L'édifice est sérieusement endommagé pendant la Seconde Guerre mondiale, seul le portique est authentique aujourd'hui.

## Colonne de la Constitution

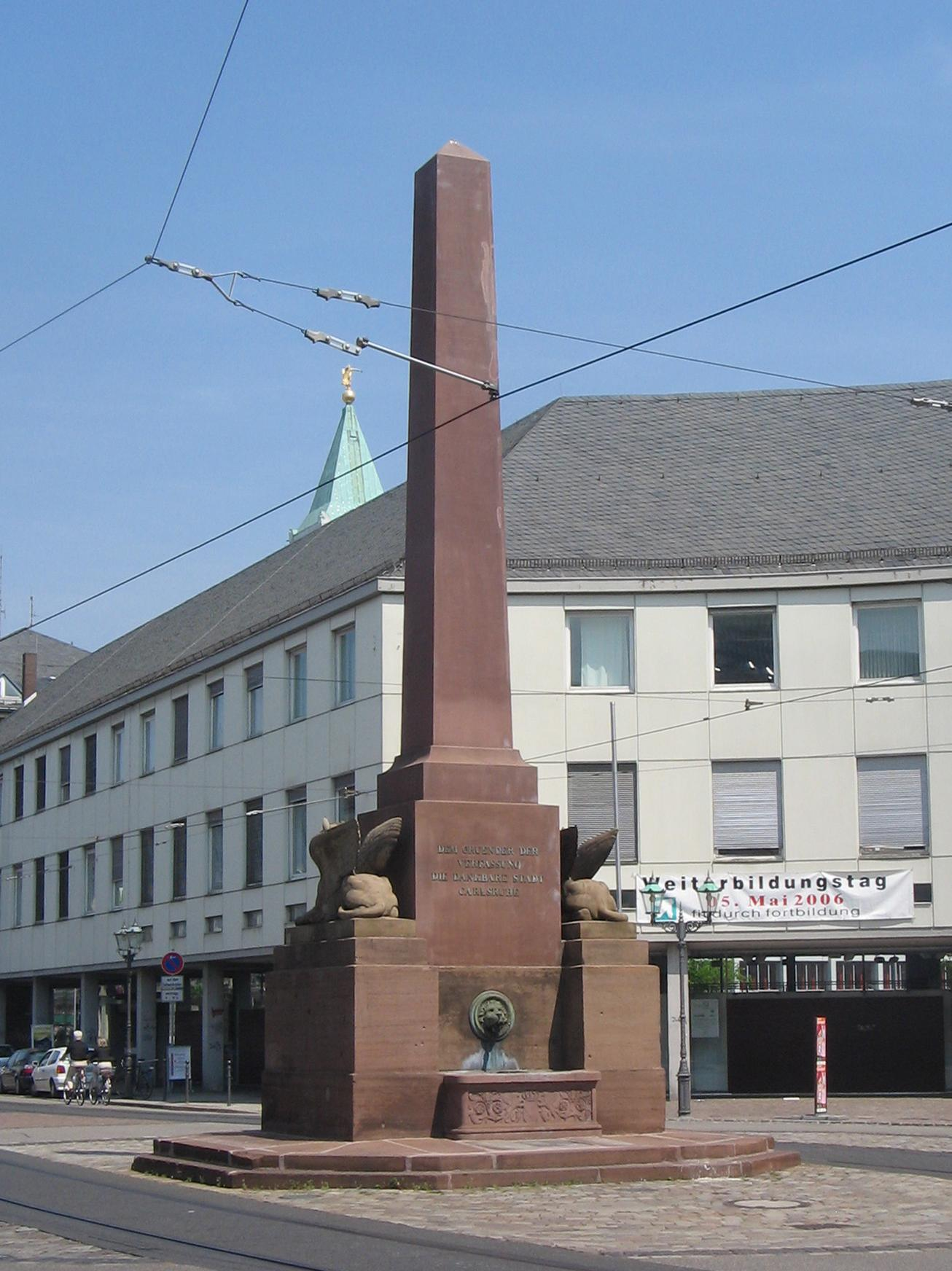
Côté arrière de la colonne de la Constitution.

La colonne de la Constitution est érigée de 1822 à 1837 selon les dessins de Friedrich Weinbrenner. Elle mesure 7,80 mètres de hauteur, faite en grès rouge et flanquée regardant au nord (en direction du château) de deux griffons, sculptés par Aloys Raufer. On remarque en outre deux têtes de lions au sud et au nord d'où sortent des jets d'eau. À l'origine, ce monument ne devait pas être dédié au grand-duc Charles, mais devait représenter le symbole de la puissance du grand-duché. À cette fin, l'intention initiale était de graver dans la colonne la distance entre les différentes villes de Bade et Karlsruhe.
Étant donné que le successeur de Charles, Louis, s'était opposé à cette constitution, le portrait du grand-duc et le texte n'ont été gravés côté face qu'après sa mort en 1832. Il est inscrit CARL / GROSHERZOG VON BADEN (Charles / grand-duc de Bade) et côté arrière DEM GRUENDER DER / VERFASSUNG / DIE DANKBARE STADT / CARLSRUHE (Au fondateur de la constitution, la ville reconnaissante de Carlsruhe). Le monument est dès lors dédié à Charles, qui, par la constitution de Bade de 1818 a octroyé une des constitutions les plus libérales de son temps.
Le 9 décembre 2012, le griffon du côté Ouest est détruit par un acte de vandalisme nocturne et remplacé par une copie.

## Source de la traduction
- (de) Cet article est partiellement ou en totalité issu de l’article de Wikipédia en allemand intitulé « Rondellplatz (Karlsruhe) » (voir la liste des auteurs).